# Fritz Marti (Journalist)

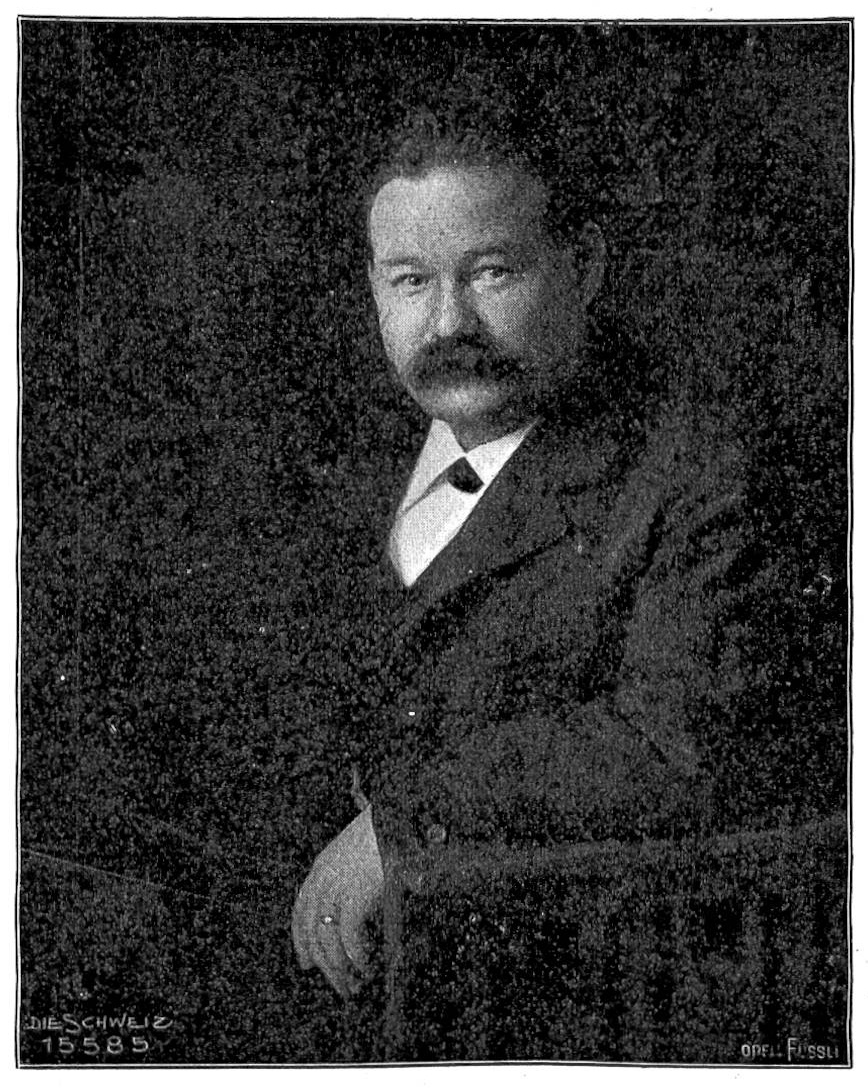
Fritz Marti

Fritz Marti (* 26. April 1866 in Buchs, Kanton Aargau; † 8. August 1914 in Zürich) war ein Schweizer Journalist, Literaturkritiker und Schriftsteller.

## Leben und Werk
Marti absolvierte das Lehrerseminar Wettingen und unterrichtete von 1887 bis 1892 als Primarlehrer in Ennetbaden. An der Universität Zürich studierte er von 1892 bis 1894 Germanistik, Geschichte und Philosophie und war als Sekundarlehrer in Zürich tätig.
Von 1896 bis 1899 war Marti als freier Journalist und Redaktor der Illustrierten Am häuslichen Herd – Monatsschrift zur Unterhaltung und Belehrung tätig. Das Blatt wurde von der Zürcher «Pestalozzi-Gesellschaft» herausgegeben. Ab 1899 war Marti Leiter der Feuilletonredaktion der Neuen Zürcher Zeitung und führender Literaturkritiker.